# Nadezhda Troyan
Nadezhda Troyan (em russo:  Надежда Троян; Drissa, 24 de outubro de 1921 – Moscou, 7 de setembro de 2011) era uma oficial da inteligência soviética que também atuava como enfermeira em uma unidade partidária. 
Tornou-se conhecida por seu papel no assassinato de Wilhelm Kube, pelo qual ela e seus colegas conspiradores foram homenageados com o título de Heróis da União Soviética em 29 de outubro de 1943.

## Biografia
Troyan nasceu 1921 em uma família bielorrussa da classe trabalhadora na vila de Drissa, localizada na província de Vitebsk da atual Bielorrússia. Sua família frequentemente se mudava para diferentes partes da União Soviética, incluindo a Chechênia e a Sibéria. Depois de concluir dez séries de estudos com excelentes notas, ingressou no Instituto de Medicina de Moscou, mas transferiu-se para o Instituto Médico de Minsk quando sua família se mudou para lá.

## Segunda Guerra Mundial
Após a invasão alemã da União Soviética em 1941, o exército alemão rapidamente assumiu o controle da cidade natal de Troyan e ela foi forçada a limpar o quartel da Wehrmacht. Mais tarde ela foi transferida para o serviço de cozinha e trabalhou com vários prisioneiros de guerra. Ela encontrou um panfleto anteocupação em seu quintal e espalhou várias cópias, mas depois que sua família mudou-se para Smalyavichy ela tornou-se mais envolvida no movimento de resistência depois de saber que uma companheira enfermeira no hospital onde ela trabalhava, Nyura Kosarevskaya, estava ajudando a grupo de partidários. Eventualmente, Troyan ganhou a confiança de Kosarevskaya e Troyan ajudou a unidade partidária, trabalhando como tradutora já que ela sabia um pouco de alemão. Ela começou a produzir folhetos escritos em alemão dirigidos a soldados da Wehrmacht, depois os escondeu no fundo de contêineres de alimentos vendidos às tropas alemãs, e ela contrabandeava armas e suprimentos para a resistência de Minsk sempre que um oficial alemão a levava para Minsk. Mais tarde, os alemães ficaram mais desconfiados com ela no verão de 1942, então a obrigaram a assistir a uma execução em massa de supostos partidários. Depois disso, ela conseguiu liderar Smalyavichy e começou a trabalhar como enfermeira na unidade partidária "Dyadi Koli". Ela foi então designada para o 5º sub-destacamento, que deveria descarrilar trens, destruir equipamentos alemães e ajudar prisioneiros soviéticos a escapar.
Na primavera de 1943, Troyan recebeu a tarefa perigosa de encontrar alguém para assassinar Wilhelm Kube, membro de alto escalão da SS e do General-Kommissar da Bielorrússia ocupada pelos nazistas. Troyan acabou decidindo por uma jovem chamada Yelena Mazanik, que trabalhava na mansão de Kube como empregada doméstica e era irmã de outra partidária, Valentina Shchutskoi. Mazanik teve muito medo de confiar em Troyan a princípio, mas depois que a irmã de Mazanik verificou a identidade do co-conspirador que forneceria a bomba, Mariya Osipova, Mazanik ficou mais à vontade e concordou com o plano. Mazanik plantou a bomba e o assassinato foi como planejado; Depois disso, os três membros da trama, incluindo Troyan, receberam o título de Herói da União Soviética em 29 de outubro de 1943. Ela continuou participando de atividades de resistência até o final da guerra.

## Pós-guerra
Após o fim da guerra, Troyan se formou em 1947 na faculdade de medicina de Moscou e se tornou cirurgiã. Tornou-se candidata a Ciências Médicas (primeiro grau acadêmico de pós-graduação em alguns países do antigo Bloco do Leste Europeu) em 1962. Depois trabalhou para o Ministério da Saúde no Instituto Central de Pesquisa Científica para Educação em Saúde da URSS, e acabou se tornando a diretora do programa. Seu filho Aleksei tornou-se cirurgião cardiovascular. 

## Morte
Troyan morreu em 7 de setembro de 2011, aos 89 anos, em Moscou.